# Unité urbaine de Remiremont
L'unité urbaine de Remiremont est une unité urbaine française centrée sur les communes de Remiremont et Saint-Nabord, dans le département des Vosges et la région Grand Est.

## Données générales
En 2010, selon l'Insee, l'unité urbaine était composée de six communes.
En 2020, à la suite d'un nouveau zonage, elle est composée des six mêmes communes.
En 2022, avec 21 177 habitants, elle représente la 3e unité urbaine du département des Vosges et occupe le 32e rang dans la région Grand Est.
En 2021, sa densité de population s'élève à 155 hab/km2. Par sa superficie, elle ne représente que 2,3 % du territoire départemental mais, par sa population, elle regroupe 5,89 % de la population du département des Vosges.

## Composition selon la délimitation de 2020
Elle est composée des six communes suivantes :
| Nom                          | Code Insee | Département | Statut       | Superficie (km2) | Population (dernière pop. légale) | Densité (hab./km2) | Modifier                                    |
| ---------------------------- | ---------- | ----------- | ------------ | ---------------- | --------------------------------- | ------------------ | ------------------------------------------- |
| Remiremont                   | 88383      | Vosges      | ville-centre | 18,00            | 7 500 (2022)                      | 417                | modifier les données · modifier les données |
| Saint-Nabord                 | 88429      | Vosges      | ville-centre | 38,50            | 3 983 (2022)                      | 103                | modifier les données · modifier les données |
| Dommartin-lès-Remiremont     | 88148      | Vosges      | banlieue     | 21,08            | 1 900 (2022)                      | 90                 | modifier les données · modifier les données |
| Éloyes                       | 88158      | Vosges      | banlieue     | 12,51            | 3 117 (2022)                      | 249                | modifier les données · modifier les données |
| Saint-Étienne-lès-Remiremont | 88415      | Vosges      | banlieue     | 33,81            | 3 814 (2022)                      | 113                | modifier les données · modifier les données |
| Vecoux                       | 88498      | Vosges      | banlieue     | 13,60            | 863 (2022)                        | 63                 | modifier les données · modifier les données |

## Démographie
| 1968   | 1975   | 1982   | 1990   | 1999   | 2009   | 2014   | 2021   |
| ------ | ------ | ------ | ------ | ------ | ------ | ------ | ------ |
| 20 557 | 23 078 | 24 119 | 22 903 | 22 601 | 22 063 | 21 727 | 21 248 |

#### Données générales
- Unité urbaine
- Aire d'attraction d'une ville
- Aire urbaine (France)
- Liste des unités urbaines de France

#### Données démographiques en rapport avec les Vosges
- Démographie du département des Vosges

#### Données démographiques en rapport avec l'unité urbaine de Remiremont
- Aire d'attraction de Remiremont
- Arrondissement d'Épinal